# Selección de atletismo de España
La Selección de atletismo de España es el conjunto de atletas (hombres y mujeres) de nacionalidad española que representan de forma individual y colectiva a la Real Federación Española de Atletismo (RFEA) en las competiciones internacionales organizadas por la Federación Internacional de Atletismo (IAAF), la Asociación Europea de Atletismo (AEA), el Comité Olímpico Internacional (COI) u otras organizaciones atléticas: Campeonatos de Europa de atletismo al aire libre, Campeonatos de Europa de atletismo en pista cubierta, Campeonatos del Mundo de atletismo al aire libre, Campeonatos del Mundo de atletismo en pista cubierta, los Juegos Olímpicos, Juegos Mediterráneos, Campeonato Mundial de Campo a Través, Copa del Europa de Marcha, Campeonatos del Mundo de Marcha por equipos o el Campeonato Europeo de Atletismo por Equipos.
En el año 2008 el lanzador Manolo Martínez superó en actuaciones internacionales con la selección de atletismo a José Luis Sánchez Paraíso, que es segundo con 73, convirtiéndose en el atleta con más internacionalidades de España.

## Juegos Olímpicos
| Edición             | Prueba                          | Posición | Atleta                     |
| ------------------- | ------------------------------- | -------- | -------------------------- |
| Moscú 1980          | 50 km marcha (masculino)        | Plata    | Jordi Llopart              |
| Los Ángeles 1984    | 1.500 metros (masculino)        | Bronce   | José Manuel Abascal        |
| Barcelona 1992      | 1.500 metros (masculino)        | Oro      | Fermín Cacho               |
| Barcelona 1992      | 20 km marcha (masculino)        | Oro      | Daniel Plaza               |
| Barcelona 1992      | Decatlón (masculino)            | Plata    | Antonio Peñalver           |
| Barcelona 1992      | Salto con pértiga (masculino)   | Bronce   | Javier García Chico        |
| Atlanta 1996        | 1.500 metros (masculino)        | Plata    | Fermín Cacho               |
| Atlanta 1996        | 50 km marcha (masculino)        | Bronce   | Valentín Massana           |
| Sídney 2000         | 20 km marcha (femenino)         | Bronce   | María Vasco                |
| Atenas 2004         | 20 km marcha (masculino)        | Plata    | Francisco Javier Fernández |
| Atenas 2004         | Salto de longitud (masculino)   | Bronce   | Joan-Lino Martínez         |
| Atenas 2004         | Lanzamiento de peso (masculino) | Bronce   | Manolo Martínez            |
| Río de Janeiro 2016 | 110 metros vallas (masculino)   | Plata    | Orlando Ortega             |
| Río de Janeiro 2016 | Salto de altura (femenino)      | Oro      | Ruth Beitia                |

## Campeonato del Mundo en pista cubierta
| París 1985 - Colomán Trabado (800 m) - Benjamín González (800 m) - José Luis González (1500 m) - Javier Moracho (60 m vallas) Indianápolis 1987 - José Manuel Abascal (1500 m) Budapest 1989 - José Luis González (1500 m) - Cayetano Cornet (400 m) Sevilla 1991 - Fermín Cacho (1500 m) - Tomás de Teresa (800 m) - Sandra Myers (400 m) - Cayetano Cornet (400 m) Toronto 1993 - Enrique Molina (3000 m) Barcelona 1995 - Mateo Cañellas (1500 m) - Anacleto Jiménez (3000 m) - Maite Zúñiga (1500 m) Maebashi 1999 - Yago Lamela (Salto de longitud) - Andrés Díaz (3000 m) Lisboa 2001 - Reyes Estévez (1500 m) - Alberto García (3000 m) - Manolo Martínez (Peso) - Niurka Montalvo (Salto de longitud) | Birmingham 2003 - Manolo Martínez (Peso) - Alberto García (3000 m) - Yago Lamela (Salto de longitud) - Glory Alozie (60 m vallas) - Marta Domínguez (3000 m) - Niurka Montalvo (Salto de longitud) Moscú 2006 - Glory Alozie (60 m vallas) - Ruth Beitia (Salto de altura) Valencia 2008 - Juan Carlos Higuero (1500 m) Doha 2010 - Sergio Sánchez (3000 m) - Natalia Rodríguez (1500 m) - Ruth Beitia (Altura) Sopot 2014 - Ruth Beitia (Salto de altura) Portland 2016 - Ruth Beitia (Salto de altura) Birmingham 2018 - Saúl Ordóñez (800 m) - Ana Peleteiro (Triple salto) Belgrado 2022 - Mariano García (800 m) - 4 x 400 m (B. Hortelano, I. Cañal, M. Guijarro, B. Erta) |

## Campeonato de Europa al aire libre
| Praga 1978 - Jordi Llopart (50 km Marcha) Atenas 1982 - José Marín (20 km Marcha) - José Marín (50 km Marcha) - Antonio Corgos (Salto de Longitud) - José Manuel Abascal (1500 m) - Domingo Ramón (3000 m obstáculos) Stuttgart 1986 - Mari Cruz Díaz (10 km Marcha) - Carlos Sala (110 m vallas) - Miguel Ángel Prieto (20 km Marcha) Split 1990 - Daniel Plaza (20 km Marcha) - Ángel Hernández (Salto de Longitud) Helsinki 1994 - Fermín Cacho (1500 m) - Abel Antón (10000m) - Martín Fiz (Maratón) - Isaac Viciosa (1500 m) - Diego García (Maratón) - Alberto Juzdado (Maratón) - Tomás de Teresa (800 m) - Abel Antón (5000 m) - Valentí Massana (20 km Marcha) Budapest 1998 - Reyes Estévez (1500 m) - Isaac Viciosa (5000 m) - Manuel Pancorbo (5000 m) - Fermín Cacho (1500 m) - Marta Domínguez (5000 m) - España (4 x 400) (D. Canal, A. Andrés, J. Trull, A. Martínez) Múnich 2002 - Alberto García (5000 m) - Chema Martínez (10000m) - Antonio Jiménez Pentinel (3000 m obstáculos) - Paquillo Fernández (20 km Marcha) - Marta Domínguez (5000 m) - Glory Alozie (110 m vallas) - David Canal (400 m) - Reyes Estévez (1500 m) - Mayte Martínez (800 m) - José Ríos (10000m) - Julio Rey (Maratón) - Luis Miguel Martín Berlanas (3000 m obstáculos) - Juan Manuel Molina (20 km Marcha) - Jesús Ángel García Bragado (50 km Marcha) - Yago Lamela (Salto de Longitud) | Gotemburgo 2006 - Paquillo Fernández (20 km Marcha) - Jesús España (5000 m) - Marta Domínguez (5000 m) - José Luis Blanco (3000 m obstáculos) - Jesús Ángel García Bragado (50 km Marcha) - Chema Martínez (10000m) - Juan Carlos de la Ossa (10000m) - Juan Carlos Higuero (1500 m) - Juan Carlos Higuero (5000 m) - Julio Rey (Maratón) - Mercedes Chilla (Jabalina) Barcelona 2010 - Arturo Casado (1500 m) - Nuria Fernández (1500 m) - Marta Domínguez (3000 m obstáculos) - Chema Martínez (Maratón) - Jesús España (5000 m) - Manuel Olmedo (1500 m) - Natalia Rodríguez (1500 m) - José Luis Blanco (3000 m obstáculos) Helsinki 2012 - Ruth Beitia (Salto de altura) - Luis Felipe Méliz (Salto de longitud) - Nuria Fernández (1500 m) - David Bustos (1500 m) - Víctor García (3000 m obstáculos) Zúrich 2014 - Ruth Beitia (Salto de altura) - Miguel Ángel López (20 km marcha) - Borja Vivas (Lanzamiento de peso) - Indira Terrero (400 m) - Diana Martín (3000 m obstáculos) - Ángel Mullera (3000 m obstáculos) Ámsterdam 2016 - Ruth Beitia (Salto de altura) - Ilias Fifa (5000 m) - Bruno Hortelano (200 m) - Adel Mechaal (5000 m) - Sergio Fernández (400 m vallas) - David Bustos (1500 m) - Media maratón por equipos - Toni Abadía (10000m) Berlín 2018 - Álvaro Martín (20 km marcha) - María Pérez (20 km marcha) - Fernando Carro (3000 m obstáculos) - Diego García Carrera (20 km marcha) - Maratón por equipos masculina - Orlando Ortega (110 m vallas) - Ana Peleteiro (Triple salto) - Júlia Takács (50 km marcha) - 4 x 400 m (Ó. Husillos, L. Búa, S. García, B. Hortelano) - Maratón por equipos femenina |

## Campeonato de Europa en pista cubierta
| Madrid 1968 - Alberto Esteban (800 m) - Fernando Morera (1500 m) - España (3 x 1000 m ) (A. Esteban - G. Bondía - V. González) - España (1x2x3x4 vueltas)(S. Paraíso - R. Magariños - A. Gabernet -J. M. Reina) - Luis Felipe Areta ( Triple Salto) Belgrado 1969 - Javier Álvarez Salgado (3000 m) - Rafael Blanquer (Longitud) Viena 1970 - Juan Borraz (800 m) - Javier Álvarez Salgado (3000 m) - Rafael Blanquer (Longitud) Viena 1979 - Antonio Páez (800 m) Sindelfingen 1980 - Javier Moracho (60 m vallas) Grenoble 1981 - Javier Moracho (50 m vallas) - Antonio Corgos (Salto de Longitud) - Antonio Páez (800 m) Milán 1982 - Antonio Páez (800 m) - José Luis González (1500 m) - José Manuel Abascal (1500 m) - Colomán Trabado (800 m) - Benjamín González (400 m) Budapest 1983 - Colomán Trabado (800 m) - José Manuel Abascal (1500 m) - Ángel Heras (400 m) El Pireo 1985 - José Luis González (1500 m) - José Luis Carreira (1500 m) - José Alonso Valero (400 m) Madrid 1986 - José Luis González (1500 m) - Javier Moracho (60 m vallas) - José Luis Carreira (1500 m) - José Alonso Valero (400 m) - Colomán Trabado (800 m) Liévin 1987 - José Luis González (3000 m) - Blanca Lacambra (200 m) - Cristina Pérez (400 m) Budapest 1988 - José Luis González (3000 m) - Reyes Sobrino (3000 m Marcha) - Mari Cruz Díaz (3000 m Marcha) - Carlos Sala (110 m vallas) La Haya 1989 - Cayetano Cornet (400 m) - Abel Antón (3000 m) - Antonio Corgos (Salto de Longitud) - Reyes Sobrino (3000 m Marcha) Glasgow 1990 - Arturo Ortiz (Altura) - Tomás de Teresa (800 m) - Fermín Cacho (1500 m) - Cayetano Cornet (400 m) Génova 1992 - Luis Javier González (800 m) - Sandra Myers (400 m) - José Arconada (800 m) - José Luis González (3000 m) - Antonio Peñalver (Heptalon) París 1994 - Luis Javier González (800 m) | Estocolmo 1996 - Roberto Parra (800 m) - Mateo Cañellas (1500 m) - Anacleto Jiménez (3000 m) - Sandra Myers (400 m) - Marta Domínguez (3000 m) Valencia 1998 - Manuel Pancorbo (3000 m) - Alberto García (3000 m) - Marta Domínguez (3000 m) Gante 2000 - José Antonio Redolat (1500 m) - David Canal (400 m) - Manolo Martínez (Peso) - Marta Domínguez (3000 m) Viena 2002 - Alberto García (3000 m) - Manolo Martínez (Peso) - Raúl Fernández (Longitud) - Marta Domínguez (3000 m) - Juan Carlos Higuero (1.500) - Antonio Jiménez Pentinel (3000 m) - Yago Lamela (Longitud) - Antonio Reina (800 m) - Jesús España (3000 m) - España (4 x 400) (C. Menéndez - David Canal - Salvador Rodríguez -A. Martínez) Madrid 2005 - Joan-Lino Martínez (Longitud) - Mayte Martínez (800 m) - David Canal (400 m) - Antonio Reina (800 m) - Juan Carlos Higuero (1.500) - Felipe Vivancos (60 m vallas) - Ruth Beitia (Altura) - Manolo Martínez (Peso) - Juan de Dios Jurado (800 m) - Reyes Estévez (1500 m) - Reyes Estévez (3000 m) - Carlota Castrejana (Triple) Birmingham 2007 - Carlota Castrejana (Triple) - Juan Carlos Higuero (1500 m) - Marta Domínguez (3000 m) - Miguel Quesada (800 m) - Concha Montaner (Salto de Longitud) - Sergio Gallardo (1500 m) - Arturo Casado (1500 m) - Jackson Quiñonez (60 m vallas) - Jesús España (3000 m) Turín 2009 - Natalia Rodríguez (1500 m) - Luis Alberto Marco (800 m) - Jesús España (3000 m) París 2011 - Manuel Olmedo (1500 m) - Ruth Beitia (Salto de Altura) - Nuria Fernández (1500 m) - Kevin López (800 m) Gotemburgo 2013 - Ruth Beitia (Salto de altura) - Juan Carlos Higuero (3000 m) - Isabel Macías (1500 m) - Kevin López (800 m) Praga 2015 - Pablo Torrijos (Triple salto) - Indira Terrero (400 m) |

## Copa de Europa de Atletismo/Campeonato Europeo de Atletismo por Equipos(desde 2009)
| Posiciones españolas Superliga - Combinada (desde 2009) - Leiría 2009: 8.º - Bergen 2010: 9.º - Estocolmo 2011: 7.º - Gateshead 2013: 8.º - Brunswick 2014: 8.º - Cheboksary 2015: 8.º - Lille 2017: 5.º - Bydgoszcz 2019: 6.º - Equipo Masculino - Praga 1987: 7.º - Gateshead 1989: 9.º - Roma 1993: 7.º - Villeneuve-d'Ascq 1995: 7.º - Madrid 1996: 4.º - Múnich 1997: 5.º - San Petersburgo 1998: 7.º - Bremen 2001: 7.º - Florencia 2003: 7.º - Florencia 2005: 6.º - Málaga 2006: 6.º - Annecy 2008: 7.º - Equipo Femenino - Birmingham 1994: 8.º - Madrid 1996: 6.º - Florencia 2003: 5.º - Bydgoszcz 2004: 7.º - Málaga 2006: 6.º - Múnich 2007: 8.º Primera División - Equipo Masculino - Atenas 1981: 5.º - Praga 1983: 2.º - Budapest 1985: 1.º - Barcelona 1991: 1.º - Valencia 1994: 1.º - Atenas 1999: 2.º - Oslo 2000: 1.º - Sevilla 2002: 1.º - Estambul 2004: 1.º - Vaasa 2007: 1.º - Equipo Femenino - Estrasburgo 1989: 6.º - Barcelona 1991: 4.º - Bruselas 1993: 2.º - Basilea 1995: 1.º - Praga 1997: 4.º - Budapest 1998: 4.º - Atenas 1999: 4.º - Oslo 2000: 3.º - Vaasa 2001: 2.º - Sevilla 2002: 1.º - Gävle 2005: 2.º - Leiría 2008: 1.º Segunda división - Equipo femenino - Lisboa 1983: 6.º - Schwechat 1985: 2.º - Maia 1987: 1.º Semifinales - Equipo masculino - Zúrich 1970: 4.º - Celje 1973: 6.º - Londres 1975: 5.º - Varsovia 1977: 6.º - Ginebra 1979: 6.º - Varsovia 1981: 4.º - Equipo femenino - Edimburgo 1981: 7.º Ronda Preliminar - Equipo masculino - Enschede 1965: 2.º - Atenas 1967: 2.º - Barcelona 1970: 1.º - Lisboa 1975: 1.º - Equipo femenino - Rijeka 1973: 5.º - Madrid 1975: 5.º - Barcelona 1981: 1.º | Posiciones destacadas de atletas españoles Superliga - Praga 1987 - José Manuel Abascal (5000 m) 1.º - José Luis González (1500 m) 1.º - Abel Antón (10000m) 1.º - José Alonso Valero (400 m Vallas) 3.º - Gateshead 1989 - José Manuel Albentosa (10000m) 3.º - Cayetano Cornet (400 m) 3.º - Roma 1993 - Juan Carlos Adán (10000m) 3.º - Abel Antón (5000 m) 3.º - Fermín Cacho (1500 m) 2.º - Ángel Hernández (Longitud) 2.º - Javier García Chico (Pértiga) 3.º - Birmingham 1994 - Conchi Paredes (Triple Salto) 3.º - Rocío Ríos (10000m) 3.º - Lille 1995 - Fermín Cacho (1500 m) 3.º - Alejandro Gómez (10000m) 3.º - Manuel Pancorbo (5000 m) 3.º - Javier García Chico (Pértiga) 3.º - Madrid 1996 - Roberto Parra (800 m) 1.º - Fermín Cacho (1500 m) 1.º - Arturo Ortiz (Altura) 1.º - Isaac Viciosa (3000 m) 2.º - Manuel Pancorbo (5000 m) 2.º - Jesús Oliván (Longitud) 2.º - Marta Domínguez (3000 m) 3.º - José Manuel Arcos (Pértiga) 3.º - Sandra Myers (400 m) 3.º - Julia Vaquero (5000 m) 2.º - Múnich 1997 - Fermín Cacho (1500 m) 1.º - Arturo Ortiz (Altura) 1.º - Anacleto Jiménez (5000 m) 2.º - Manuel Pancorbo (3000 m) 2.º - David Canal (400 m) 2.º - Selección de España (4 x 400 masculino) 3.º - Manolo Martínez (Peso) 3.º - San Petersburgo 1998 - Alberto García (5000 m) 1.º - David Martínez (Disco) 1.º - Manuel Pancorbo (3000 m) 2.º - Reyes Estévez (1500 m) 2.º - Javier García Chico (Pértiga) 2.º - Manolo Martínez (Peso) 3.º - Bremen 2001 - Manolo Martínez (Peso) 1.º - José Antonio Redolat (1500 m) 1.º - Alberto García (5000 m) 2.º - Andrés Díaz (3000 m) 2.º - Antonio Jiménez Pentinel (3000 m Obstáculos) 2.º - David Canal (400 m) 3.º - Florencia 2003 - Antonio Reina (800 m) 1.º - Natalia Rodríguez (1500 m) 1.º - Glory Alozie (110 m vallas) 1.º - Manolo Martínez (Peso) 1.º - Juan Carlos Higuero (1500 m) 1.º - Ruth Beitia (Salto de altura) 2.º - Jesús España (5000 m) 2.º - Yago Lamela (Longitud) 2.º - Carles Castillejo (3000 m) 2.º - Concepción Montaner (Longitud) 2.º - Glory Alozie (100 m) 3.º - Mayte Martínez (800 m lisos) 3.º - Bydgoszcz 2004 - Iris María Fuentes-Pila (1500 m) 1.º - Zulema Fuentes-Pila (3000 m) 3.º - Glory Alozie (100 m) 3.º - Rosa María Morato (3000 m Obstáculos) 3.º - Glory Alozie (110 m Vallas) 3.º - Florencia 2005 - Juan Carlos de la Ossa (5000 m) 1.º - Mario Pestano (Disco) 1.º - Jesús España (3000 m) 1.º - Antonio Reina (800 m) 1.º - Juan Carlos Higuero (1500 m) 1.º - Antonio Jiménez Pentinel (3000 m Obstáculos) 1.º - Manolo Martínez (Peso) 2.º - Málaga 2006 - Juan de Dios Jurado (800 m) 1.º - Sergio Gallardo (3000 m) 1.º - Antonio Jiménez Pentinel (3000 m Obstáculos) 1.º - Juan Carlos Higuero (1500 m) 2.º - Juan Carlos de la Ossa (5000 m) 2.º - Rosa María Morató (3000 m Obstáculos) 2.º - Manolo Martínez (Peso) 2.º - Ruth Beitia (Altura) 2.º - Marta Domínguez (5000 m) 2.º - Mayte Martínez (800 m) 3.º - Mario Pestano (Disco) 3.º - Concepción Paredes (Jabalina) 3.º - Múnich 2007 - Ruth Beitia (Altura) 2.º - Concepción Montaner (Longitud) 3.º - Dolores Checa (3000 m) 3.º - Annecy 2008 - Mario Pestano (Disco) 1.º - Jackson Quiñónez (110 m Vallas) 1.º - Manuel Olmedo (800 m) 1.º - Arturo Casado (1500 m) 2.º - Jesús España (3000 m) 2.º - Carles Castillejo (5000 m) 2.º - Javier Bermejo (Altura) 3.º - Leiría 2009 - Miguel Quesada (800 m) 1.º - Eusebio Cáceres (Longitud) 1.º - Jesús España (3000 m) 1.º - Dolores Checa (5000 m) 1.º - Manolo Martínez (Peso) 2.º - Diego Ruiz (1500 m) 2.º - Carles Castillejo (5000 m) 2.º - Ruth Beitia (Altura) 2.º - Jackson Quiñónez (110 m vallas) 2.º - Nuria Fernández (1500 m) 2.º - Mario Pestano (Disco) 3.º - Eric Bellido (Peso) 4.º | Victorias Españolas Primera División - Atenas 1981 - Roger Oriol (Pértiga) - Domingo Ramón (3000 m Obstáculos) - José Alonso Valero (400 m Vallas) - Barcelona 1981 - Montserrat Pujol (400 m Vallas) - Isabel Mozún (Altura) - Encarnación Gambus (Disco) - Selección española (Relevos 4 x 400 femenina) - Selección española (Relevos 4 x 100 femenina) - Mercedes Calleja (1500 m) - Praga 1983 - Colomán Trabado (800 m) - Domingo Ramón (3000 m Obstáculos) - Antonio Prieto (10000m) - José Alonso Valero (400 m Vallas) - José Manuel Abascal (1500 m) - Budapest 1985 - José Luis González (1500 m) - José Alonso Valero (400 m Vallas) - Francisco Sánchez Vargas (3000 m Obstáculos) - Selección Española (Relevos 4 x 400 masculino) - Ángel Heras (400 m) - Colomán Trabado (800 m) - Barcelona 1991 - Carlos Sala (110 m Vallas) - María José Mardomingo (100 m Vallas) - Cayetano Cornet (400 m) - Sandra Myers (100 m) - Sandra Myers (200 m) - Selección Española (Relevos 4 x 100 masculino) - Margarita Ramos (Peso) - Bruselas 1993 - Sandra Myers (200 m) - Sandra Myers (400 m) - Valencia 1994 - Antonio Peula (3000 m Obstáculos) - Selección Española (4 × 100 m Relevos masculino) - Antonio Serrano (5000 m) - Fermín Cacho (1500 m) - Luis Javier González (800 m) - Basilea 1995 - Sandra Myers (100 m) - Sandra Myers (200 m) - Sandra Myers (400 m) - Atenas 1999 - Yago Lamela (Longitud) - Alberto García (5000 m) - Fermín Cacho (3000 m) - Reyes Estévez (1500 m) - Niurka Montalvo (Longitud) - Luis Miguel Martín Berlanas (3000 m Obstáculos) - Oslo 2000 - David Canal (400 m) - José Antonio Redolat (1500 m) - Alberto García (5000 m lisos) - Marta Domínguez (3000 m) - Andrés Díaz (3000 m) - Arturo Ortiz (Altura) - José Luis Blanco (3000 m Obstáculos) - Vaasa 2001 - Nuria Fernández (1500 m) - Marta Domínguez (5000 m) - Niurka Montalvo (Longitud) - Mayte Martínez (800 m) - Sevilla 2002 - Glory Alozie (100 m Vallas) - Jesús España (5000 m) - David Canal (400 m) - Marta Domínguez (5000 m) - Eliseo Martín (3000 m Obstáculos) - Glory Alozie (100 m) - María Luisa Lárraga (3000 m) - Selección Española (Relevos 4 x 400 masculino) - Carlota Castrejana (Triple Salto) - Reyes Estévez (1500 m) - Manolo Martínez (Peso) - Norfalia Carabali (400 m) - Estambul 2004 - José Manuel Martínez (5000 m) - Iván Rodríguez Ramallo (400 m Vallas) - Mario Pestano (Disco) - Selección Española (Relevos 4 x 400 masculino) - Juan Carlos Higuero (1500 m) - Antonio Reina (800 m) - David Canal (400 m) - Gävle 2005 - Martina de la Puente (Peso) - Glory Alozie (100 m) - Carlota Castrejana (Triple Salto) - Cora Oliveros (400 m Vallas) - Sonia Bejarano (5000 m) - Mayte Martínez (800 m) - Vaasa 2007 - Jesús España (5000 m) - Sergio Gallardo (3000 m) - Arturo Casado (1500 m) - Antonio Reina (800 m) - Selección española (Relevos 4 x 400 masculino) Segunda división - Schwecha 1985 - Blanca Lacambra (400 m) - Rosa Colorado (800 m) - Selección española (Relevos 4 x 100 femenino) - Selección española (Relevos 4 x 400 femenino) - Maia 1987 - Ana Isabel Alonso (10000m) - Montserrat Pujol (400 m Vallas) - Margarita Ramos (Peso) - Natividad Vizcaíno (Jabalina) - Selección española (Relevos 4 x 100 femenino) - Selección española (Relevos 4 x 400 femenino) Semifinales - Zúrich 1970 - Mariano Haro (10000m) - Génova 1979 - Domingo Ramón (3000 m Obstáculos) - Varsovia 1981 - José Luis González (1500 m) Ronda Preliminar - Enschede 1965 - Luis María Garriga (Salto de Altura) - Mariano Haro (10000m) - Javier Álvarez Salgado (3000 m Obstáculos) - Ignacio Solà (Pértiga) - Alberto Esteban (800 m) - Luis Felipe Areta (Longitud) - Luis Felipe Areta (Triple Salto) - José Otero (Martillo) - Atenas 1967 - Javier Álvarez Salgado (5000 m) - Carlos Pérez (10000m) - Ramón Magariños (400 m) - Barcelona 1970 - Javier Álvarez Salgado (10000m) - Javier Álvarez Salgado (5000 m) - Alberto Esteban (1500 m) - Selección española (Relevos 4 x 100 masculino) - Ramón Magariños (400 m) - José Luis Sarriá (200 m) - José Luis Sánchez (100 m) - Rafael Blanquer (Longitud) - Fernando Tallón (Javalina) - Rijeka 1973 - Carmen Valero (1500 m) - Lisboa 1975 - Juan Lloveras (110 m Vallas) - Efrem Alonso (Pértiga) - Antonio Campos (3000 m Obstáculos) - Fernando Cerrada (5000 m) - Javier Martínez (100 m) - Selección española (Relevos 4 x 100 masculino) - Barcelona 1991 - Encarnación Gambus (Disco) - Isabel Mozún (Altura) - Montserrat Pujol (400 m Vallas) - Asunción Sinovas (3000 m) - Mercedes Calleja (1500 m) - Selección española (Relevos 4 x 400 femenina) - Selección española (Relevos 4 x 100 femenina) |

## Copa de Europa Indoor
| - Selección Masculina - Leipzig 2003: 1.º - 56 ptos. - Liévin 2006: 3.º - 50 ptos. - Moscú 2008: 2.º - 49 ptos. - Selección Femenina - Leipzig 2003: 6.º - Leipzig 2004: 5.º - Liévin 2006: 6.º - Moscú 2008: 3.º - 50 ptos. | Posiciones destacadas de atletas españoles: - Leipzig 2003 - Yousef El Nasri (5000 m) 1.º - Juan Carlos Higuero (1500 m) 1.º - Yago Lamela (Longitud) 1.º - Mayte Martínez (800 m) 1.º - Glory Alozie (60 m Vallas) 1.º - Manolo Martínez (Peso) 2.º - David Canal (400 m) 2.º - Carlota Castrejana (Triple salto) 3.º - Leipzig 2004 - Glory Alozie (60 m Vallas) 2.º - Concepción Montaner (Salto de longitud) 3.º - Ruth Beitia (Altura) 3.º - Liévin 2006 - Sergio Gallardo (1500 m) 1.º - Juan de Dios Jurado (800 m) 1.º - Glory Alozie (60 m Vallas) 2.º - Javier Bermejo (Salto de altura)3.º - Manolo Martínez (Peso) 3.º - Moscú 2008 - Luis Alberto Marco (800 m) 1.º - Diego Ruiz (1500 m) 1.º - Josephine Onyia (60 m Vallas) 1.º - Ruth Beitia (Altura) 2.º - Concepción Montaner (Longitud) 2.º - Ester Desviat (1500 m) 2.º - Jackson Quiñonez (60 m Vallas) 2.º - Mayte Martínez (800 m) 3.º - Sergio Sánchez (3000 m) 3.º |

## Campeonato del Mundo de Cross Country
| Cross de las Naciones París-Vincennes 1929 - España (Equipo masculino) San Sebastián 1955 - España (Equipo masculino) Nantes 1961 - Antonio Amorós Sheffield 1962 - España (Equipo masculino) San Sebastián 1963 - Mariano Haro Dublín 1964 - Francisco Aritmendi Túnez 1968 - España (Equipo masculino) Cambridge 1972 - Mariano Haro | Campeonato Mundial de Campo a Través Waregem 1973 - Mariano Haro Monza 1974 - Mariano Haro Rabat 1975 - Mariano Haro - Carmen Valero Chepstow 1976 - Carmen Valero Düsseldorf 1977 - Carmen Valero Aix-les-Bains 1990 - España (Equipo masculino) Amberes 1991 - España (Equipo masculino) Durham 1995 - España (Equipo masculino) Dublín 2002 - España (Equipo masculino- Cross Corto) |

## Campeonato de Europa de Cross Country
| Alnwick 1994 - España (Equipo Masculino) - Julia Vaquero - Antonio Serrano Alnwick 1995 - España (Equipo Masculino) - Alejandro Gómez Charleroi 1996 - Julia Vaquero Oeiras 1997 - España (Equipo Masculino) - España (Equipo Femenino) Ferrara 1998 - España (Equipo Masculino) Malmö 2000 - España (Equipo Masculino) Thun 2001 - España (Equipo Masculino) - Antonio Jiménez Pentinel Medulin 2002 - España (Equipo Masculino) - Fabián Roncero Edimburgo 2003 - España (Equipo Masculino) - Juan Carlos de la Ossa Heringsdorf 2004 - Juan Carlos de la Ossa Tilburg 2005 - España (Equipo Masculino) - Alberto García | San Giorgio su Legnano 2006 - España (Equipo Masculino) - Juan Carlos de la Ossa Toro 2007 - Marta Domínguez - España (Equipo Masculino) - España (Equipo Femenino) - Rosa Morató Bruselas 2008 - España (Equipo Masculino) Dublín 2009 - Alemayehu Bezabeh - España (Equipo Masculino) - Rosa Morató - España (Equipo Femenino) Albufeira 2010 - Ayad Lamdassem - España (Equipo Masculino) - España (Equipo Femenino) Velenje 2011 - Ayad Lamdassem - España (Equipo masculino) |

## Copa del Mundo de Maratón
San Sebastián 1993
- España (Equipo Femenino)

Atenas 1995
- España (Equipo Masculino)

Atenas 1997
- España (Equipo Masculino)

## Copa de Europa de Maratón
Laredo 1983
- España (Equipo Femenino)

Helsinki 1994
- España (Equipo Masculino)

Budapest 1998
- España (Equipo Masculino)

Múnich 2002
- España (Equipo Masculino)

## Campeonato del Mundo de Media Maratón
Montbéliard-Belfort 1995
- España (Equipo Masculino)
- España (Equipo Femenino)

Palma de Mallorca 1996
- España (Equipo Masculino)

Zúrich 1998
- España (Equipo Femenino)

## Copa Iberoamericana de Maratón y Medio Maratón
| Copa Iberoamericana de Maratón Sevilla 1986 - Alfonso Abellán Barcelona 1992 - Rodrigo Gavela - Ana Isabel Alonso - Juan Antonio Crespo - María Luisa Muñoz - Josefa Cruz | Copa Iberoamericana de Medio Maratón Buenos Aires 2003 - Iván Sánchez - Manuel Gómez |

## Juegos Mediterráneos
| Barcelona 1955 - Bernardo Adarraga (Decatlón) - Luis García (10000m) - Francisco Villoldo (50 km marcha) - Pedro Apellániz (Jabalina) - José Teixera (3000 m Obstáculo) Beirut 1959 - Tomás Barris (800 m) - Manuel Augusto Alonso (3000 m Obstáculo) - Miguel Navarro (Maratón) - Luis García (5000 m) - Tomás Barris (800 m) - Fernando Adarraga (Pértiga) - Carlos Pérez (5000 m) - Selección española (Relevos 4 x 100) - Manuel González (longitud) - Emilio Campra (110 m vallas) - Luis García (10000m) Nápoles 1963 - Luis Felipe Areta (Longitud) - Luis Felipe Areta (Triple Salto) - Tomás Barris (1500 m) - Selección española (Relevo 4 × 400 m) - Fernando Aguilar (5000 m) - Iluminado Corcuera (10000m) Túnez 1967 - Luis Felipe Areta (Longitud) - Javier Álvarez Salgado (3000 m Obstáculo) - Rogelio Rivas (400 m) - José María Morera (1500 m) - Alfonso Carlos de Andrés (Jabalina) - Selección española (Relevos 4 × 100 m) - Selección española (Relevos 4 × 400 m) - Jorge González (1500 m) - Virgilio González (800 m) - Rafael Blanquer (Longitud) - Carlos Pérez (Maratón) - Mariano Haro (3000 m Obstáuclos) - Miguel Irandegui (200 m) - Manuel Gayoso (400 m) Esmirna 1971 - Javier Álvarez Salgado (5000 m) - Javier Álvarez Salgado (10000m) - Mariano Haro (10000m) - Rafael Cano (Decatlón) - Manuel Soriano (400 m Vallas) - Ignacio Sola (Pértiga) - Víctor Campos (20 km marcha) - Josefina Salgado (800 m) - Francisco Suárez Canal (400 m vallas) - Mariano Pérez Castro (Longitud) - Jesús Bartolomé (Triple salto) - Agustín Jorva (20 km marcha) - Pedro Fernández (Decatlón) Argel 1975 - Antonio Baños (Maratón) - Fernando Cerrada (5000 m) - Mariano Haro (10000m) - Rafael Blanquer (Longitud) - Eduardo Rodríguez Lobo (Decatlón) - Antonio Campos (3000 m Obstáculos) - José Marín (20 km marcha) - Juan Lloveras (110 m vallas) - Rosa Colorado (400 m) - Selección española (4 × 100 m) - Carmen Valero (1500 m) Split 1979 - Domingo Ramón (3000 m Obstáculos) - José Marín (20 km marcha) - Amanda Noval (Longitud) - Javier Moracho (110 m vallas) - Roger Oriol (Pértiga) Casablanca 1983 - Javier Moracho (110 m vallas) - José Alonso Valero (400 m vallas) - Mariano Haro (10000m) - Carlos Sala (110 m vallas) - José Luis González (1500 m) - Domingo Ramón (3000 m Obstáculos) - Carlos Azulay (400 m vallas) - Antonio Corgos (Salto de Longitud) - Luis Adsuara (10000m) - José Manuel Abascal (1500 m) - Gloria Palle (1500 m) - Raúl Gimeno (Martillo) - Pilar Fernández (3000 m) - Antonio Prieto (1500 m) - Colomán Trabado (800 m) - Honorato Hernández (Maratón) - Selección española (Relevos 4 x 400) - Francisco Sánchez Vargas (3000 m Obstáculos) | Latakia 1987 - Antonio Sánchez (400 m lisos) - José Alonso Valero (400 m vallas) - Jesús Ariño (400 m vallas) - Selección española (Relevos 4 × 100 m) - Selección española (Relevos 4 × 400 m) - Teófilo Benito (1500 m) - Francisco Fuentes (Martillo) - Andrés Vera (800 m) - Abel Antón (5000 m) - Daniel Plaza (20 km Marcha) Atenas 1991 - Margarita Ramos (Peso) - Julián Sotelo (Jabalina) - Julia Merino (400 m) - Daniel Plaza (20 km Marcha) - Miguel Ángel Gómez (200 m) - Carlos Sala (110 m vallas) - Luis Javier González (800 m) - Selección española (Relevos 4 × 100 m) - Selección española (Relevos 4 × 400 m) - María José Mardomingo (100 m vallas) - Isabel López (Longitud) - David Martínez (Disco) Languedoc-Rosellón 1993 - Gustavo Adolfo Becker (Salto de altura) - Carlos Sala (110 m Vallas) - Margarita Ramos (Peso) - Mari Mar Martínez (Salto de altura) - Julia Vaquero (3000 m) - Amaia Andrés (800 m) - Selección española (Relevos 4 × 100 m masculino) - Selección española (Relevos 4 × 400 m masculino) Bari 1997 - Alberto García (5000 m) - Julia Vaquero (5000 m) - Miriam Alonso (400 m Vallas) - Selección española (Relevos 4 × 100 m masculino) - Juan Gabriel Concepción (Pértiga) - Reyes Estévez (1500 m) - Arturo Ortiz (Salto de altura) - Selección española (Relevos 4 × 400 m femenino) - Cecilia Marce (10 km Marcha) - Margarita Ramos (Peso) - Maite Zúñiga (1500 m) - Selección española (Relevos 4 × 400 m masculino) Túnez 2001 - Dana Cervantes (Pértiga) - Antonio Jiménez Pentinel (3000 m Obstáculos) - Manolo Martínez (Peso) - Concepción Montaner (Longitud) - David Martínez (Disco) - José Luis Blanco (3000 m Obstáculos) - Alejandro Cambil (20 km Marcha) - Marta Mínguez (Jabalina) - Ricardo Fernández (5000 m) - Raúl Chapado (Triple salto) - Martina de la Puente (Peso) - Selección española (Relevos 4 × 100 m masculino) - Rocío Florido (20 km Marcha) Almería 2005 - Francisco Fernández (20 km Marcha) - Selección española (Relevos 4 × 400 m masculino) - Selección española (Relevos 4 × 400 m femenino) - Arturo Casado (1500 m) - Ruth Beitia (Altura) - Mario Pestano (Disco) - Luis Felipe Vivancos (110 m Vallas) - Antonio Reina (800 m) - Glory Alozie (110 m Vallas) - Selección española (Relevos 4 × 100 m masculino) - Carles Castillejo (10000m) - Niurka Montalvo (Longitud) - José Manuel Molina (20 km Marcha) - Cora Oliveros (400 m Vallas) - Carlota Castrejana (Triple salto) - María Vasco (20 km Marcha) - Antonio Jiménez Pentinel (3000 m Obstáculo) - Manolo Martínez (Peso) - Eugenio Barrios (800 m) - Nuria Fernández (1500 m) - Ricardo Fernández (5000 m) - Marta Mendía (Salto de altura) - Mercedes Chilla (Jabalina) - Concepción Montaner (Longitud) - José Manuel Martínez (Medio Maratón) - Beatriz Pascual (20 km Marcha) |

## Juegos Iberoamericanos
| Santiago de Chile 1960 - José María Elorriaga (Martillo) - Selección española (Clasificación General) - Tomás Barris (1500 m) - José Molins (10000m) - José Molins (5000 m) - Fernando Adarraga (Pértiga) - Tomás Barris (800 m) - Manuel Augusto Alonso (3000 m Obstáculo) - Selección española (Relevos 4x4000m masculino) - José Cullere (Jabalina) - José Jesús Fernández (3000 m Obstáculo) - Miguel de la Quadra Salcedo (Peso) - Alfonso Carlos de Andrés (Jabalina) - Julio González (1500 m) - Fernando Aguilar (10000m) | Madrid 1962 - Alberto Esteban (800 m) - Alfonso Carlos de Andrés (Jabalina) - Luis Felipe Areta (Longitud) - Luis Felipe Areta (Triple salto) - José María Elorriaga (Martillo) - Mariano Haro (10000m) - Selección Española (Clasificación General) - Jaime Guixa (Maratón) - Antonio Lamua (Peso) - Tomás Barris (1500 m) - Carlos Pérez (10000m) - Mariano Haro (5000 m) |

## Campeonato Iberoamericano
| Barcelona 1983 - José Manuel Abascal (1500 m) - José Alonso Valero (400 m Vallas) - Selección española (Relevo 4 × 100 m masculino) - Selección española (Relevo 4 × 400 m femenino) - Antonio Prieto (10000m) - Domingo Ramón (3000 m Obstáculo) - Antonio Corgos (Salto de Longitud) - José Luis González (800 m) - Raúl Gimeno (Martillo) - Alberto Ruiz (Pértiga) - Roberto García (10000m) - Rosa Colorado (400 m Vallas) - Pilar Fernández (3000 m) - Sineso Garranchón (Disco) - Selección española (Relevos 4 × 400 m femenino) - Alberto Santamaría (Triple Salto) - Roberto Cabreja (Longitud) - Martín Vara (Peso) - Gregoria Ferrer (Triple Salto) - Isabel Mozún (Altura) - Ángel Heras (200 m) - Isidoro Hornillos (400 m) - Maite Zúñiga (800 m) - Aurora Moreno (Jabalina) - Cándido Alarios (5000 m) - Gloria Pallé (1500 m) - Ángel Barreiro (Disco) - Lourdes Valdor (100 m) - Ángel Heras (100 m) - María José Martínez Patiño (110 m Vallas) - Estrella Roldán (Longitud) - Juan José Rousel (Jabalina) - Selección española (Relevos 4 × 400 m masculino) La Habana 1986 - Selección española (Relevo 4 × 400 m masculino) - Alberto Ruiz (Pértiga) - Abel Antón (5000 m) - Asunción Sinovas (3000 m) - José Luis Carreira (1500 m) - Cristina Pérez (400 m Vallas) - José Alonso Valero (400 m) - Carlos Sala (110 m Vallas) - Asunción Morte (Altura) - Selección española (Relevo 4 × 400 m femenino) - Sinesio Garranchón (Altura) - Andrés Vera (1500 m) - Javier García Chico (Pértiga) - Carmen Díaz (3000 m) - Antonio Sánchez (200 m) - Asunción Sinovas (1500 m) - Antonio Sánchez (400 m) - Cristina Pérez (400 m) - Selección española (Relevos 4 × 100 m masculino) - Gustavo Adolfo Becker (Altura) - Cayetano Cornet (400 m) Ciudad de México 1988 - Manuel Pancorbo (1500 m) - Estela Estévez (3000 m) - Blanca Lacambra (200 m) - José Alonso Valero (400 m) - Martín Fiz (3000 m obstáculo) - Sandra Myers (100 m) - Alberto Ruiz (Pértiga) - Colomán Trabado (800 m) - Selección española (Relevo 4 × 100 m femenino) - Selección española (Relevo 4 × 400 m masculino) - Aurora Pérez (1500 m) - Cristina Pérez (100 m) - Cristina Pérez (200 m) - Carlos Sala (110 m Vallas) - Javier García Chico (Pértiga) - Adelino Hidalgo (1500 m) - Selección española (Relevo 4 × 400 m femenino) - Antonio Serrano (5000 m) - Daniel Plaza (20 km Marcha) - Reyes Sobrino (10 km Marcha) - Raúl Gimeno (Martillo) - Antonio Corgos (Salto de Longitud) - Julián Sotelo (Jabalina) - Margarita Ramos (Peso) - Blanca Lacambra (400 m) - Rosa Colorado (800 m) - Sandra Myers (Longitud) Manaos 1990 - Ignacio Paradinas (Pértiga) - Reyes Sobrino (10 km Marcha) - David Martínez (Disco) - Maite Zúñiga (800 m) - Antonio Serrano (5000 m) - Benito Nogales (3000 m obstáculo) - Antonio Peñalver (Decatlón) - Cristina Castro (200 m) - Carmen Burnet (10000m) - Sandra Myers (100 m) - Víctor Rojas (1500 m) - Carlos Sala (110 m Vallas) - María José Mardomingo (100 m Vallas) - Arturo Ortiz (Altura) - Valentín Masana (20 km Marcha) - Juan Carlos Paul (10000m) - Estela Estévez (1500 m) - Emilia Cano (10 km Marcha) - José Luis Canales (Pértiga) - José Carlos Adán (5000 m) - Blanca Lacambra (400 m) - Selección española (Relevo 4 × 400 m femenino) - Selección española (Relevo 4 × 100 m femenino) - Miram Alonso (400 m Vallas) - Ángel Fariña (1500 m) - Ángeles Barreiro (Disco) - Julia Baquero (3000 m) - Selección española (Relevo 4 × 400 m masculino) - Selección española (Relevo 4 × 100 m masculino) - Julián Sotelo (Jabalina) - Ángel Hernández (Longitud) - Margarita Ramos (Peso) - Álex Marfull (Martillo) - Antón María Godall (Martillo) - Gustavo Adolfo Becker (Altura) - Luis Javier González (800 m) - Yolanda Tello (400 m Vallas) - Ana Berrenchea (100 m Vallas) - Enrique Talavera (100 m) - Carlos de la Torre (10000m) - Álvaro Burrel (Decatlón) - Margarita Ramos (Disco) - Belén Sánchez (Altura) Sevilla 1992 - Francisco Guerra (10000m) - Olga Sánchez (10 km Marcha) - Ángel Fariñas (1500 m) - Jesús Oliván (Longitud) - Miram Alonso (400 m Vallas) - Anacleto Jiménez (5000 m) - Selección española (Relevo 4 × 100 m femenino) - David Martínez (Disco) - Estela Estévez (1500 m) - Selección española (Relevo 4 × 100 m masculino) - Manolo Martínez (Peso) - Luisa López (Longitud) - Gustavo Adolfo Becker (Altura) - Martín Fiz (5000 m) - María Jesús Martín (Longitud) - Francisco Javier Benet (Decatlón) - Alberto Ruiz (Pértiga) - Antonio Peula (3000 m obstáculo) - Margarita Ramos (Peso) - Carlos Sala (110 m Vallas) - Julián Sotelo (Jabalina) - María José Mardomingo (100 m Vallas) Mar del Plata 1994 - Javier Rodríguez (3000 m obstáculo) - Julián Sotelo (Jabalina) - Manolo Martínez (Peso) - Miguel de los Santos (110 m Vallas) - Antonio Herrador (1500 m) - Inocencio López (3000 m obstáculo) - Margarita Ramos (Peso) - Francisco Mas (Pértiga) - Inma Clopes (Heptalon) - Idoia Marakurrena (Jabalina) | Lisboa 1998 - Ignacio Pérez Pérez (Altura) - Eva Paniagua (400 m Vallas) - Estebaliz Urrutia (5000 m) - Ana Amelia Menéndez (800 m) - Mari Mar Martínez (Altura) - Eva Pérez (10 km Marcha) - Rubén Delgado (Decatlón) - María José Mardomingo (100 m Vallas) - Yago Lamela (Longitud) - Selección española (Relevo 4 × 100 m femenino) - Montxu Miranda (Pértiga) - Manolo Martínez (Peso) - Dana Cervantes (Pértiga) - Pedro Esteso (1500 m) - Luis Martín Berlanas (3000 m Obstáculo) - Inma Clopes (Heptalón) - Esther Laoz (400 m Vallas) - Amalia Piedra (5000 m) - Francisco López (110 m Vallas) - Nuria Fernández (1500 m) - Javier Bermejo (Altura) - Roberto Parra (800 m) - Raúl Fernández (Longitud) - Margarita Ramos (Peso) - Selección española (Relevo 4 × 400 m masculino) - Carlota Castrejana (Triple Salto) - Raúl Chapado (Triple Salto) - David Canal (400 m) - Hipólito Montesinos (110 m Vallas) - Pilar Barreiro Senra (800 m) - Selección española (Relevo 4 × 400 m femenino) - José Luis Martínez (Peso) - Javier García Chico (Pértiga) - Idoia Mariezkurrena (Jabalina) - Rita Lora (Disco) - Marta Mendía (Altura) - Luisa Larraga (10000m) Río de Janeiro 2000 - Dolores Pedrares (Martillo) - Manolo Martínez (Peso) - Nuria Fernández (1500 m) - Martina de la Puente (Peso) - Carlota Castrejana (Triple Salto) - José Luis Blanco (3000 m Obstáculo) - Mayte Martínez (800 m) - Paula Fernández (Pértiga) - Rocío Rodríguez (1500 m) - Marta Mendía (Altura) - María Abel (5000 m) - Teresa Linares (10 km Marcha) - Mario Pestano (Disco) - José María González (3000 m Obstáculo) - Mercedes Chilla (Jabalina) - Sergio Gallardo (800 m) - Iker Sukia (Peso) - José Manuel Pérez (Martillo) - Mayte Urcelay (400 m Vallas) - David Antona (Altura) - Julia Alba (200 m) Ciudad de Guatemala 2002 - Pablo Villalobos (3000 m) - Adoración García (1500 m) - Martina de la Puente (Peso) - José María González (3000 m Obstáculo) - José Miguel Martínez (Longitud) - Dolores Pedrares (Martillo) - Marta Mínguez (Jabalina) - Javier Bermejo (Altura) - Francisco Javier Munera (3000 m Obstáculo) Huelva 2004 - Jesús España (5000 m) - Sergio Gallardo (1500 m) - Iván Rodríguez (400 m Vallas) - Aliuska López (110 m Vallas) - Joan-Lino Martínez (Longitud) - José María Cortés (800 m) - Mario Pestano (Disco) - Selección española (Relevo 4 × 400 m masculino) - César Pérez (3000 m Obstáculo) - María Peinado (Heptalón) - Rocío Florido (10 km Marcha) - Niurka Montalvo (Longitud) - Naroa Aguirre (Pértiga) - Irene Alfonso (1500 m) - David Gómez (Decatlón) - Manolo Martínez (Peso) - Mayte Martínez (800 m) - Selección española (Relevo 4 × 400 m femenino) - Berta Castells (Martillo) - Carlota Castrejana (Triple Salto) - Marta Mendía (Altura) - Luisa Larraga (5000 m) - Jacqueline Martín (3000 m) - Eva Arias (1500 m) - Salvador Crespo (800 m) - Moisés Campeny (Martillo) - Carles Castillejo (3000 m) - Selección española (Relevo 4 × 100 m masculino) - Juan Carlos de la Ossa (5000 m) - Concepción Montaner (Longitud) - José María Romero (400 m Vallas) - Óscar González (Decatlón) - Zulema Fuentes-Pila (5000 m) - Roger Noguera (Pértiga) - Carlota Jiménez (10 km Marcha) - Yamilka González (3000 m Obstáculo) - Alice Matejkova (Disco) - Arturo Casado (1500 m) Ponce 2006 - Diego Ruiz (1500 m) - Óscar González (Decatlón) - Isabel Macías (1500 m) - Laia Forcadell (400 m Vallas) - Marta Mendía (Altura) - Patricia Sarrapio (Triple Salto) - Víctor Riobóo (1500 m) - Álvaro Jiménez (5000 m) - José Ignacio Sánchez (20 km Marcha) - Belén Recio (100 m) - Teresa Urbina (3000 m Obstáculo) - Mar Sánchez (Pértiga) - Irache Quintanal (Peso) - Ireche Quintanal (Disco) - David Testa (400 m) - Francisco España (3000 m) - Francisco Lara (3000 m Obstáculo) - José María Romero (400 m Vallas) - Jorge Vivas (Peso) - Tamara Sanfabio (3000 m Obstáculo) - Dolores Pedrares (Martillo) - María José Poves (10 km Marcha) Iquique 2008 - Sonia Bejarano (5000 m) - Aratxa Loureiro (Longitud) - Borja Vivas (Peso) - Isabel Checa (3000 m) - Pedro José Cuesta (Disco) - Jonathan Martínez (Longitud) - Francisco Lara (3000 m obstáculos) - Elena García (1500 m) - Víctor Montaner (1500 m) - Moisés Campeny (Martillo) - Salvador Crespo (800 m) |

## Universiadas
| Campeonatos Internacionales de Estudiantes (previos a la creación de la Universiada) Merano 1949 - José Luis Torres (Disco) - José Coll (5000 m) - Lorenzo Martínez (Martillo) - José Jorge Parellada (Triple Salto) - Antonio Amorós (5000 m) - Miguel Poyán (1500 m) - Ricardo Yebra (5000 m) Luxemburgo 1951 - Miguel de la Quadra Salcedo (Disco) Dortmund 1953 - Miguel de la Quadra Salcedo (Disco) | Mundiales Universitarios ó Universiada Zagreb 1987 - Anacleto Jiménez (5000 m) Duisburgo 1989 - Miguel Ángel Prieto (20 km Marcha) - Antonio Serrano (10000m) - Antonio Serrano (5000 m) - Javier García Chico (Pértiga) Sheffield 1991 - Arturo Ortiz (Altura) - Jaime Barroso (20 km Marcha) - Juan Viudes (1500 m) Buffalo 1993 - Antonio Serrano (10000m) - Arturo Ortiz (Altura) Fukuoka 1995 - Andrés Díaz (800 m) Sicilia 1997 - Carlos García (1500 m) Palma de Mallorca 1999 - Chema Martínez (10000m) - Yago Lamela (Longitud) - Roberto García (5000 m) - Dana Cervantes (Pértiga) - Andrés Díaz (1500 m) - Marta Fernández (Medio Maratón) - Pedro Trejo (10000m) - Ana Amelia Martínez (1500 m) Pekín 2001 - Pedro Esteso (1500 m) - Manolo Martínez (Peso) - Ignacio Cáceres (10000m) - Juan Manuel Molina (20 km Marcha) Daegu 2003 - César Pérez (3000 m Obstáculo) - Pedro Esteso (1500 m) - Iván Sánchez (Medio Maratón) - Mercedes Chilla (Jabalina) Esmirna 2005 - Juan Manuel Molina (20 km Marcha) Bangkok 2007 - Álvaro Rodríguez (1500 m) Belgrado 2009 - Elena García Grimau (1500 m) - Saludes Cristina Barcenas (Heptatlón) |

## Juegos de la Buena Voluntad
Brisbane 2001
- Manuel Martínez (Peso)
- Eva Pérez (20 km Marcha)

- Datos: Q6124056